# Agnes von Werdenberg-Heiligenberg-Bludenz
Agnes von Werdenberg-Heiligenberg-Bludenz, kurz Agnes von Werdenberg und auch Agnes von Kirchberg, (* um 1385; † nach dem 24. Juni 1427 und vor 1436, vermutlich am 21. Februar 1434, 1435 oder 1436) war eine der Töchter des letzten Grafen von Bludenz und als Ehefrau des Tiroler Adeligen Heinrich VI. von Rottenburg in die Rottenburger Fehde verwickelt, die sie relativ unbeschadet überstand.

## Familie

### Herkunft
Agnes von Werdenberg-Heiligenberg-Bludenz entstammte dem schwäbischen Adel. Ihre Familie, ein Zweig der Grafen von Werdenberg und eine Nebenlinie der Grafen von Montfort, waren Nachfahren der Pfalzgrafen von Tübingen. Der Heiligenberger Zweig der Werdenberger geht auf Graf Hugo I. von Werdenberg-Heiligenberg zurück.
Agnes war eine der fünf Töchter des Grafen Albrecht III. von Werdenberg-Heiligenberg-Bludenz aus seiner Ehe mit Ursula von Schaunberg († nach 10. August 1412). Über ihre Mutter war sie eine Enkelin des Grafen Heinrich VII. von Schaunberg und eine Urenkelin Graf Meinhards VI. von Görz-Tirol. Über ihre Tante Katharina von Werdenberg-Heiligenberg, einer Schwester ihres Vaters, war sie zudem eine Cousine des Grafen Friedrich VII. von Toggenburg.

### Ehen und Nachkommen
Agnes von Werdenberg-Heiligenberg-Bludenz war zweimal verheiratet und hatte aus beiden Ehen Nachkommen.
Ihre Tochter aus der ersten Ehe ab ca. 1404 mit Graf Heinrich VI. von Rottenburg (Heinrich der Letzte) hieß Barbara († um 1462). Sie heiratete um 1430 Bero I. von Rechberg-Mindelheim († um 1462).
In zweiter Ehe war sie ab ca. 1415 mit Graf Eberhard VI. von Kirchberg-Wullenstetten († 1440) verheiratet. Aus dieser Verbindung gingen fünf Kinder hervor:
1. Konrad (VIII.) von Kirchberg († 1470), ⚭ vor 1436 mit Anna von Fürstenberg, Tochter des Grafen Heinrich V. von Fürstenberg
2. Eberhard (VII.) von Kirchberg (Eberhard der Jüngere, † 1475)
3. Agnes von Kirchberg (Agnes die Jüngere, † 1472), ⚭ um 1435 mit Vogt Ulrich IX. von Matsch († 1481), Graf von Kirchberg, 1471–1476 Landeshauptmann von Tirol
4. Bertha von Kirchberg († nach 8. Juli 1482), ⚭ mit Johann II. von Tengen († 1484), Graf von Nellenburg
5. Anna von Kirchberg († 1478)

⚭ in erster Ehe mit Graf Johann (II.) von Fürstenberg († 1443)
⚭ in zweiter Ehe seit ca. 1444 mit Freiherr Werner von Zimmern zu Messkirch († 1483)

## Leben

### Erste Ehe
Agnes’ erster Ehemann, Graf Heinrich VI. von Rottenburg, war zu Beginn des 15. Jahrhunderts einer der reichsten und bedeutendsten Adeligen der Grafschaft Tirol. Er war im Besitz zahlreicher Burgen und Gerichte im heutigen Nord- und Südtirol, die ihm als Eigengüter, Lehen und Pfandschaften gehörten. Er entstammte einer Ministerialenfamilie, die seit dem 12. Jahrhundert urkundlich belegt ist und im 14. Jahrhundert dem führenden Landadel Tirols angehörte. Wie bereits sein gleichnamiger Vater bekleidete Heinrich von Rottenburg die einflussreichen Funktionen eines Hauptmanns an der Etsch und eines Hauptmanns des Hochstiftes Trient. Ehe er in den Appenzellerkrieg aufgebrochen war, hatte er Agnes noch am 28. Oktober 1404 mit ihrer Morgengabe und zusätzlichen 4000 Gulden versorgt, wofür er ihr die Burg Rettenberg (heute Teil der Gemeinde Kolsassberg) und Zehentbezüge in Kaltern verschrieb. Nach der Schlacht am Stoss (17. Juni 1405) war sie zu einer abenteuerlichen Flucht nach Tirol genötigt.
Um 1406/1407 gründete Heinrich von Rottenburg einen Tiroler Adelsbund, der in der älterer Literatur häufig irrtümlich als Falkenbund bezeichnet wird. Dieser Bund, dem 126 Adelige und einzelne Städte, Talschaften und Gemeinden angehörten, hatte offiziell das Ziel, die Grafschaft Tirol gegen die Appenzeller und andere Gegner von außen zu schützen. Außerdem sollte er seinen Mitgliedern gegenseitige Hilfe und Unterstützung gewähren, war aber de facto ein Bündnis, das sich gegen den Landesfürsten Friedrich IV. von Österreich richtete. In der Folge entwickelte sich Graf Heinrich zu einem gefährlichen Gegner des Herzogs, was letztlich in der für ihn verhängnisvollen Rottenberger Fehde kulminierte, die Heinrich seine zahlreichen Besitzungen kostete, nachdem er 1410 in die Gefangenschaft des Herzogs geraten war.

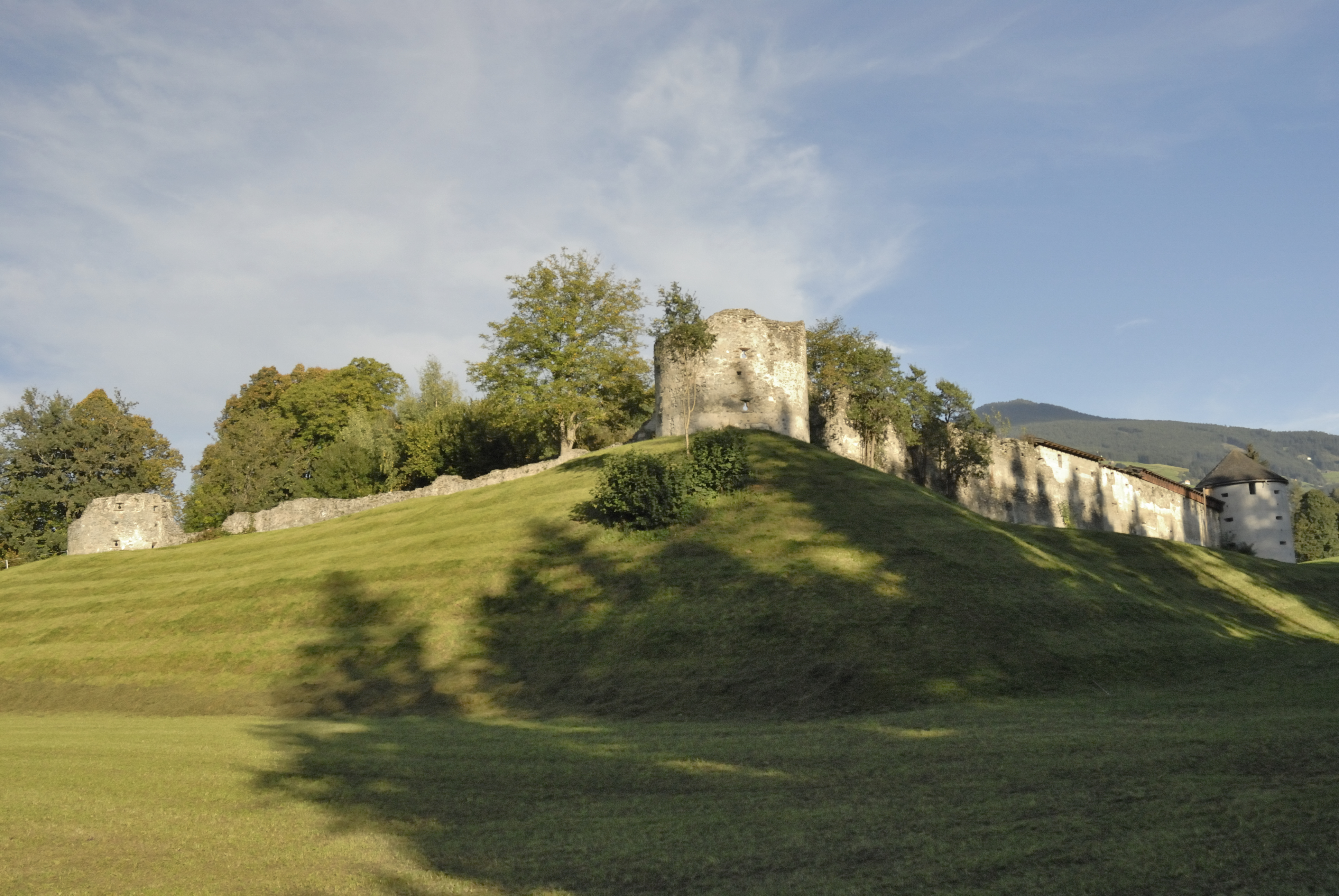
Burg Rettenberg, Agnes von Werdenberg-Heiligenberg-Bludenz von ihrem ersten Ehemann überschrieben

Um seine Ehefrau Agnes und seine Tochter Barbara vor der Gefahr einer restlosen Enteignung durch Friedrich IV. zu schützen, hatte Heinrich von Rottenburg, der kurz nach seiner Freilassung starb, beide dem Herzog in seiner Funktion als Landesherr ausdrücklich empfohlen. Tatsächlich sorgte dieser dafür, dass Agnes die Burg Rettenberg, auf die ihre Heimsteuer und Morgengabe verschrieben war, behalten konnte. Diese verblieb nach ihrem Tod bis Ende des 15. Jahrhunderts im Besitz der Grafen von Kirchberg. Außerdem soll Agnes auch den Ansitz Moos-Schulthaus bei St. Michael in Eppan als Alterssitz erhalten haben.

### Zweite Ehe
Nach dem Tod ihres ersten Ehemannes heiratete Agnes Graf Eberhard (VI.) von Kirchberg, der um 1431 als Hofmeister der Grafen von Württemberg belegt ist. Zum Zeitpunkt ihrer zweiten Eheschließung galt Agnes als reiche Witwe, sie hatte Heinrichs Sturz, anders als die Legenden überliefern, einigermaßen glimpflich überstanden.  Über ihre Kinder war Agnes mit wichtigen Adelsfamilien aus der Reichslandschaft Schwaben und der Grafschaft Tirol verwandt: mit den Herren von Rechberg, den Grafen von Fürstenberg, den Grafen von Tengen-Nellenburg und den Herren von Zimmern zu Messkirch sowie den Vögten von Matsch. Als Gräfin von Kirchberg förderte Agnes gemeinsam mit Graf Eberhard das Kloster Wiblingen bei Ulm, wo Eberhard beigesetzt wurde und sie vermutlich ebenfalls ihre letzte Ruhestätte gefunden hat.

### Erbschaften
Nach dem Tod ihres Vaters kam seine Grafschaft Bludenz an die Habsburger als Herzöge von Österreich. Agnes und ihre Schwestern erhielten eine finanzielle Abfertigung.
Nach dem Tod ihres Cousins, des letzten Grafen von Toggenburg, im Jahr 1436, erbten zwar ihre vier Schwestern Kunigunde, Verena, Katharina und Margaretha bzw. deren Nachkommen Teile von dessen Besitz, Agnes selbst bzw. ihre Nachkommen wurden bei dieser Erbschaft aber nicht berücksichtigt. Ein Grund dafür ist nicht überliefert, vorstellbar wäre allerdings, dass die Ursache politische Interessenskonflikte innerhalb einiger damaliger Eidgenossenschaften waren. Auffällig ist jedenfalls, dass Agnes, deren Familie leer ausging, mit einem Gefolgsmann der Grafen von Württemberg verheiratet war, während ihre vier Schwestern alle mit ihren Familien und ihren Untertanen in eidgenössischen Burg- und Landrechten standen. Dass Agnes bereits 1430 ihrem Schwager Wolfhard V. von Brandis ihren Anteil an Schellenberg verkauft hatte, wäre aber ein Indiz dafür, dass sie an dieser Erbschaft nicht interessiert war.